# Cecco Angiolieri
Cecco Angiolieri (Siena, 1260 – aldaar, 1312/1313) was een Italiaans dichter die de bekendste vertegenwoordiger is van de poesia comico-giocosa, de burleske tegenhanger van de in die tijd geldende dolce stil novo - een stijl waarin de vrouw op een voetstuk geplaatst wordt en een soort hemelse liefde bezongen wordt, waar de poesia comico-giocosa juist de aardse geneugten bezingt.
Cecco groeide op als zoon van een invloedrijke bankier, en die goede afkomst stelde hem in staat om te leren. Zijn karakter wordt veelal omschreven als losbandig - zo werd hij bij leger-expedities meermaals beboet voor het ongeoorloofd verlaten van het kampement, en kreeg hij boetes voor dronkenschap.
Zijn oeuvre bestaat uit iets meer dan 100 sonnetten, die van dichterlijk vernuft (en zodoende een goede opleiding) getuigen. De centrale thema's zijn de liefde voor drank, het dobbelspel, en voor Becchina, een mondige schoenmakersdochter die niets van de dichter moet weten en in alles de tegenhanger van het stilnovistische, hoofse Beatrice-archetype is. Ook zijn er gedichten gewijd aan de gierigheid van zijn vader, die hem niet genoeg geld zou hebben toegestopt. Het taalgebruik kenmerkt zich door een volkse, directe woordkeus die volzit met scheldwoorden.
Cecco had een tenzone, ofwel polemische sonnettenuitwisseling, met Dante Alighieri, waarbij de sonnetten van Dante of verloren zijn gegaan, of nooit hebben bestaan.
Cecco Angiolieri stierf voor februari 1313, toen er een document werd geschreven waarin de met schulden bezwaarde nalatenschap van de dichter werd vastgelegd.
- Biblioteca Nacional de España: XX1464437
- Bibliothèque nationale de France: cb12366054k (data)
- Catàleg d'autoritats de noms i títols de Catalunya: 981060544720506706
- Digitale Bibliotheek voor de Nederlandse Letteren: ango001
- Gemeinsame Normdatei: 118649353
- International Standard Name Identifier: 0000 0001 2126 7781
- Library of Congress Control Number: n79096869
- MusicBrainz: 9f342bbe-788d-4ba3-bae7-65f0d2bc9ec8
- Nationale Bibliotheek van Tsjechië: mzk2003202744
- Nationale Bibliotheek van Israël: 987007273508705171
- Nederlandse Thesaurus van Auteursnamen: 070234833
- Istituto Centrale per il Catalogo Unico: CFIV078939
- LIBRIS: 174811
- Système universitaire de documentation: 032676964
- Virtual International Authority File: 32075425
- WorldCat: E39PBJvmP9dqftJk3qmYCMCmh3